# HMS Wolf (1742)
Pour les autres navires du même nom, voir HMS Wolf.
Le HMS Wolf était un navire de guerre de 14 canons de la Royal Navy lancé le 27 février 1742 par les chantiers de Deptford Dockyard.

## Histoire
Thomas Stanhope en reçoit le commandement le 11 décembre 1744 et le conserve jusqu’en juillet 1745.